# Malawi labdarúgó-válogatott
A malawi labdarúgó-válogatott (becenevükön: The Flames) Malawi nemzeti csapata, melyet malawi labdarúgó-szövetség irányít. A csapat még nem jutott ki egyetlen labdarúgó-világbajnokságra sem.

## Nemzetközi eredmények
COSAFA Kupa
- Ezüstérmes: 2 alkalommal

CECAFA-kupa
- Aranyérmes: 3 alkalommal (1978, 1979, 1988)
- Ezüstérmes: 3 alkalommal

Össz-afrikai Játékok
- Bronzérmes: 1 alkalommal (1987)

## Világbajnoki szereplés
- 1930 - 1974 - Nem indult
- 1978 - 1990 - Nem jutott be
- 1994 - Visszalépett
- 1998 - 2018 - Nem jutott be

## Afrikai nemzetek kupája-szereplés
| Év   | Eredmény      |
| ---- | ------------- |
| 1957 | Nem indult    |
| 1959 | Nem indult    |
| 1962 | Nem indult    |
| 1963 | Nem indult    |
| 1965 | Nem indult    |
| 1968 | Nem indult    |
| 1970 | Nem indult    |
| 1972 | Nem indult    |
| 1974 | Nem indult    |
| 1976 | Nem jutott be |

| Év   | Eredmények    |
| ---- | ------------- |
| 1978 | Nem jutott be |
| 1980 | Nem indult    |
| 1982 | Nem jutott be |
| 1984 | Csoportkör    |
| 1986 | Nem jutott be |
| 1988 | Nem indult    |
| 1990 | Nem jutott be |
| 1992 | Nem jutott be |
| 1994 | Nem jutott be |
| 1996 | Nem jutott be |

| Év   | Eredmények    |
| ---- | ------------- |
| 1998 | Nem jutott be |
| 2000 | Nem jutott be |
| 2002 | Nem jutott be |
| 2004 | Nem jutott be |
| 2006 | Nem jutott be |
| 2008 | Nem jutott be |
| 2010 | Csoportkör    |
| 2012 | Nem jutott be |
| 2013 | Nem jutott be |
| 2015 | Nem jutott be |

## Mérkőzések

### Következő mérkőzések
| Időpont            | Kiírás                          | Helyszín                 | Ellenfél |
| ------------------ | ------------------------------- | ------------------------ | -------- |
| 2009. december 19. | Barátságos                      | Mozambik, Tete           | Mozambik |
| 2009. december 29. | Barátságos                      |                          | Egyiptom |
| 2010. január 2.    | Barátságos                      | Malawi, Blantyre         | Togo     |
| 2010. január 3.    | Barátságos                      | Dél-afrikai K., Mbombela | Ghána    |
| 2010. január 11.   | 2010-es afrikai nemzetek kupája | Angola, Luanda           | Algéria  |
| 2010. január 14.   | 2010-es afrikai nemzetek kupája | Angola, Luanda           | Angola   |
| 2010. január 18.   | 2010-es afrikai nemzetek kupája | Angola, Cabinda          | Mali     |

## A válogatott szövetségi kapitányai
| #  | Időszak   | Nemzetiség  | Név                 |
| -- | --------- | ----------- | ------------------- |
| 1  | 1998-1999 | Malawi      | Jack Chamangwana    |
| 2  | 1999-2000 | Malawi      | Young Chimodzi      |
| 3  | 2001-2002 | Dánia       | Kim Splidsboel      |
| 4  | 2002-2003 | Anglia      | Allan Gillet        |
| 5  | 2003-2004 | Malawi      | Edington Ng'onamo   |
| 5  | 2004      | Malawi      | John Kaputa         |
| 7  | 2004-2005 | Malawi      | Yassin Osman        |
| 8  | 2005      | Anglia      | Michael Hennigan    |
| 9  | 2005-2006 | Németország | Burkhard Ziese      |
| 10 | 2006-2007 | Malawi      | Kinnah Phiri        |
| 11 | 2007-2008 | Anglia      | Stephen Constantine |
| 12 | 2008-     | Malawi      | Kinnah Phiri        |

## Külső hivatkozások
- A malawi labdarúgó-szövetség hivatalos honlapja
- Malawi a FIFA.com-on Archiválva 2009. február 28-i dátummal a Wayback Machine-ben

1. ↑  The FIFA/Coca-Cola World Ranking. FIFA
2. ↑  World Football Elo Ratings. eloratings.net